# Étienne de Silhouette
Pour les articles homonymes, voir silhouette.
Étienne de Silhouette, né le 5 juillet 1709 à Limoges où son père Arnaud de Silhouette, originaire de Biarritz, était en poste, et mort le 20 janvier 1767 à Bry-sur-Marne, est un philosophe des Lumières qui fut contrôleur général des finances de Louis XV.
Étienne de Silhouette avait épousé le 7 mai 1745 Anne Astruc, fille de Jean Astruc médecin de Louis XV.
Silhouette était l’ami des philosophes des Lumières, Jean-Jacques Rousseau et Montesquieu. Il fut nommé le 4 mars 1759 ministre des finances de Louis XV. Son ministère était dépourvu de moyens pour réformer un État très affaibli par la guerre de Sept ans et les famines. Il fut vite congédié face à l’hostilité des courtisans et du roi qui rejetèrent ses projets de réformes qui s’avéraient pourtant indispensables, 30 ans avant la Révolution française.
Directeur au ministère des Finances en 1986, Claude-Joseph Blondel écrivait ainsi :
« Silhouette était en avance sur son temps, une réforme en profondeur de la fiscalité aurait peut-être permis, sinon de faire l’économie d’une Révolution, du moins d’en limiter les conséquences tragiques ». 
Silhouette mourut sans descendance, le 20 janvier 1767 dans son château de Bry-sur-Marne.

## Biographie

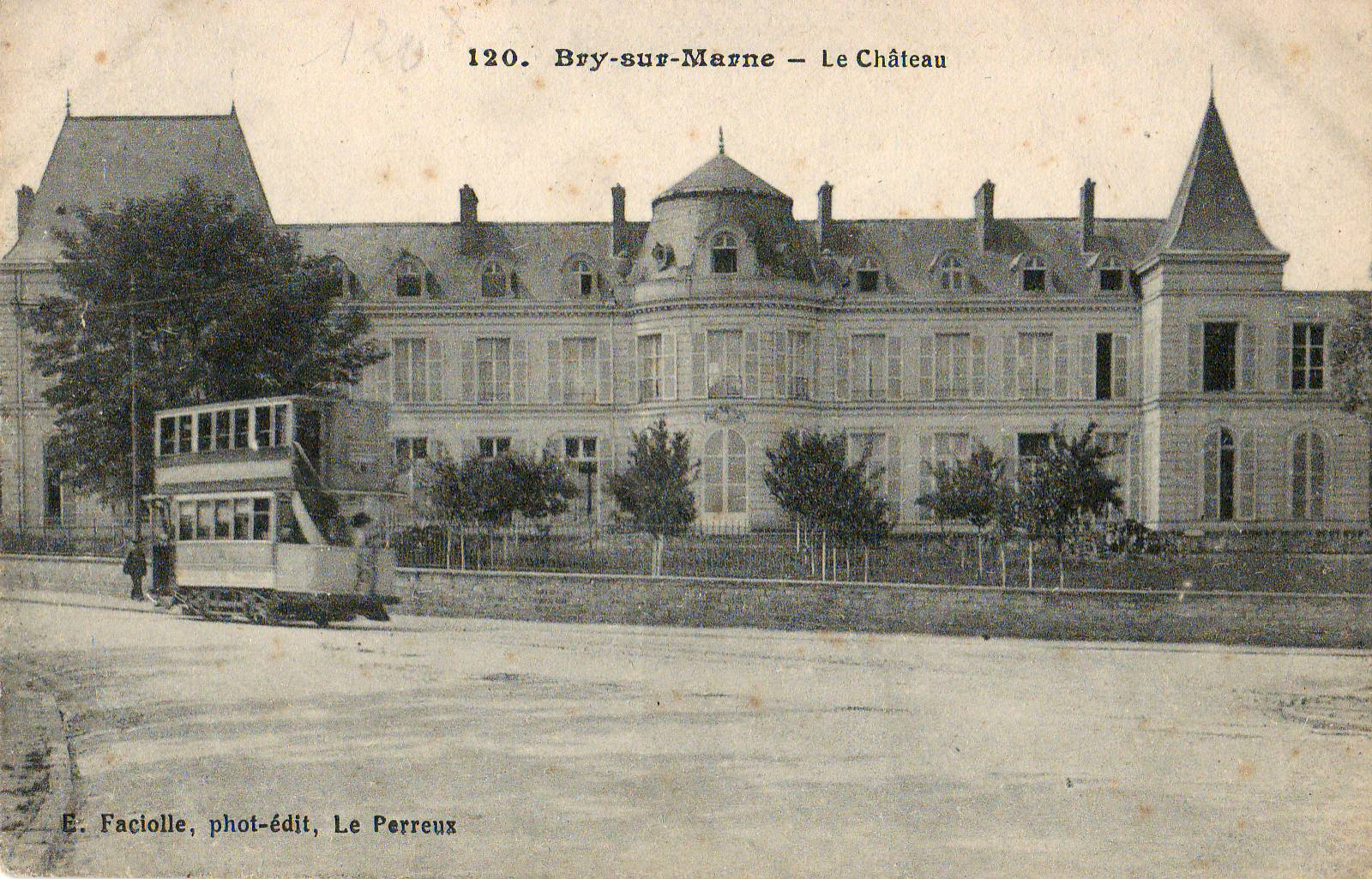
Le château de Bry, vu ici au début du XXe siècle, fut reconstruit par François II Franque pour Étienne de Silhouette puis brûla en 1870 avant d'être à nouveau restauré.

Grâce au soutien personnel de Madame de Pompadour, il fut chancelier de la maison d'Orléans, puis contrôleur général des finances de Louis XV de mars à novembre 1759. Il voulut restaurer les finances en taxant les privilégiés et les plus riches : suspension des exemptions fiscales de certains titulaires d'offices, suppression de pensions royales, partage des intérêts du capital perçus par les fermiers généraux. Osant s'attaquer au budget de la Cour royale, il fut renvoyé de la Cour le 20 novembre 1759 et acquit en 1760 le château de Bry à Bry-sur-Marne qu'il entreprit de faire reconstruire et où il se retira de la vie publique.
Il subit les critiques de la noblesse, et même de Voltaire, lequel, après l'avoir longtemps couvert d'éloges, se rangea par prudence du côté des puissants contempteurs du ministre déchu et jugea que ses mesures pouvaient être justifiables mais ne convenaient pas à un temps de guerre. Ce passage éclair au poste de contrôleur général des finances et cette impopularité ont fait dire à plusieurs auteurs, comme Louis-Sébastien Mercier dans son Tableau de Paris ou Honoré de Balzac, que c'était l'origine du nom commun "silhouette". Celui-ci qualifiait alors ce qui est mesquin ou inachevé, évoquant l'état auquel ses mesures réduisaient ceux qu'elles touchaient, comme les culottes sans gousset pour y déposer son argent. Ainsi furent appelés « à la Silhouette » les portraits réalisés en ombre chinoise et tracés puis découpés d’après l’ombre du visage, à la mode à l’époque.
Passionné lui-même par cette technique de portrait bon marché, il avait pris l'habitude de faire asseoir ses invités près d'un écran de parchemin, les éclairant avec une lampe de sa propre conception et détourant leur ombre.
Il est l'auteur de nombreux essais philosophiques ou économiques et a également traduit en français plusieurs ouvrages d'Alexander Pope et de William Warburton (The Alliance between Church and State, 1736, traduit sous le titre Dissertations sur l’Union de la Religion, de la Morale, et de la Politique, 1742) ainsi que de Baltasar Gracián.
À sa mort en 1767, les travaux du château de Bry sont achevés par son cousin et héritier, le fermier général Clément de Laage.

## Principales œuvres d'Étienne de Silhouette
- Idée générale du gouvernement et de la morale des Chinois tirée des ouvrages de Confucius
- Lettre sur les transactions publique du règne d’Elizabeth
- Réflexions politiques de Baltasar Gracian,
- Voyage de France d’Espagne de Portugal et d’Italie
- Mémoire sur la situation des finances, et sur les moyens de subvenir aux dépenses de l'État,
- Ne repugnate vestro bono, (publié à Amsterdam 1750)
- Mémoire des commissaires de sa majesté très chrétienne sur les possessions d’Amérique.
- Traité mathématique sur le bonheur, d'Irénée Krantzovius, traduit de l’anglais par Étienne de Silhouette avec une lettre préliminaire du traducteur.

## Hommages
- Une voie publique porte son nom à Limoges, ainsi qu'une autre à Bry-sur-Marne.
- En 2018, la ville de Bry-sur-Marne décide de renommer Étienne de Silhouette le groupe scolaire élémentaire de La Pépinière.
- Dans l'archipel des Seychelles, une île découverte en 1609 a été nommée « Silhouette » en hommage à Étienne de Silhouette qui fut nommé en 1751 commissaire du roi à la Compagnie des Indes Orientales.
- La rue de Silhouette à Biarritz, berceau de la famille depuis le XVe siècle.
- Le quai de Silhouette à Arcachon.
- Le navire Silhouette fut construit en son honneur en 1751. Il assurait la liaison régulière avec 20 canons et 100 passagers de Lorient vers Madagascar et les Indes où la Marine royale avait implanté ses comptoirs jusqu’en 1690 sous l’impulsion Jean-Baptiste Colbert de Seignelay, fils du Grand Colbert.
- Le Ballet Silhouette fut créé sur la sonate no 30 de Beethoven par le Chorégraphe Thierry Malandain, académicien des Beaux arts et fut joué pour la première fois le 28 septembre 2012 dans les jardins de l’hôtel de Silhouette à Biarritz.